# Port lotniczy Capitan Oriel Lea Plaza
Port lotniczy Capitan Oriel Lea Plaza – port lotniczy zlokalizowany w boliwijskim mieście Tarija.

## Linie lotnicze i połączenia
- Aerosur (La Paz, Sucre, Cochabamba, Santa Cruz, Salta (sesonal))
- Aerocon (Santa Cruz, Trinidad)
- Boliviana de Aviación (Cochabamba, Santa Cruz)
- TAM - Transporte Aéreo Militar (Yacuiba, Sucre, Cochabamba, Santa Cruz)